# Capistrello
Capistrello község (comune) Olaszország Abruzzo régiójában, L’Aquila megyében.

## Fekvése
A megye délnyugati részén fekszik. Határai: Avezzano, Canistro, Castellafiume, Filettino, Luco dei Marsi, Scurcola Marsicana és Tagliacozzo.

## Története
Első írásos említése a 12. századból származik. A következő századokban nemesi birtok volt. Önállóságát a 19. század elején nyerte el, amikor a Nápolyi Királyságban felszámolták a feudalizmust. Korabeli épületeinek nagy része az 1915-ös földrengésben elpusztult.

## Népessége
A népesség számának alakulása:

## Főbb látnivalói
- San Nicola-templom